# Squash-Mannschaftsweltmeisterschaft 1977
Die 6. Mannschafts-Weltmeisterschaft der Herren (englisch 1977 Men's World Team Squash Championships) fand im Jahr 1977 in Toronto, Kanada statt. Insgesamt nahmen acht Mannschaften teil, zwei weniger als bei der letztmaligen Austragung.
Titelverteidiger war das Vereinigte Königreich, das dieses Mal den vierten Rang belegte. Weltmeister wurde erstmals Pakistan, das genauso wie Neuseeland und die Föderation Arabischer Republiken sechs Siege verbuchen konnte. Aufgrund des besseren Spielverhältnisses belegte Pakistan den ersten Rang in der Gruppe, Neuseeland wurde Vizeweltmeister. Die pakistanische Mannschaft bestand aus Mohammad Saleem, Maqsood Ahmed, Atlas Khan und Daulat Khan. Neuseelands Kader setzte sich aus Bruce Brownlee, Murray Lilley, Howard Broun und Neven Barbour zusammen.

## Modus
Die teilnehmenden Mannschaften traten in einer gemeinsamen Gruppe an. Innerhalb der Gruppe wurde im Round Robin-Modus gespielt, die bestplatzierte Mannschaft erhielt den Titel des Weltmeisters.
Alle Mannschaften bestanden aus mindestens drei und höchstens vier Spielern, die in der Reihenfolge ihrer Spielstärke gemeldet werden mussten. Pro Begegnung wurden drei Einzelpartien bestritten. Eine Mannschaft hatte gewonnen, wenn ihre Spieler zwei der Einzelpartien gewinnen konnten. Die Spielreihenfolge der einzelnen Partien war unabhängig von der Meldereihenfolge der Spieler.

## Ergebnisse
| Rang | Land                   | Sp. | S | N | Sp.-Diff. | Punkte |
| ---- | ---------------------- | --- | - | - | --------- | ------ |
| 1    | Pakistan               | 7   | 6 | 1 | 18:3      | 12     |
| 2    | Neuseeland             | 7   | 6 | 1 | 15:6      | 12     |
| 3    | Ägypten                | 7   | 6 | 1 | 14:7      | 12     |
| 4    | Vereinigtes Königreich | 7   | 4 | 3 | 15:7      | 8      |
| 5    | Australien             | 7   | 3 | 4 | 9:12      | 6      |
| 6    | Schweden               | 7   | 2 | 5 | 8:13      | 4      |
| 7    | Kanada                 | 7   | 1 | 6 | 5:16      | 2      |
| 8    | Vereinigte Staaten     | 7   | 0 | 7 | 1:20      | 0      |

| Pakistan   | – | F. A. R.               | 3:0 |
| Pakistan   | – | Vereinigtes Königreich | 2:1 |
| Pakistan   | – | Australien             | 3:0 |
| Pakistan   | – | Schweden               | 3:0 |
| Pakistan   | – | Kanada                 | 3:0 |
| Pakistan   | – | Vereinigte Staaten     | 3:0 |
| Neuseeland | – | Pakistan               | 2:1 |
| Neuseeland | – | Vereinigtes Königreich | 2:1 |
| Neuseeland | – | Australien             | 2:1 |
| Neuseeland | – | Schweden               | 2:1 |

| Neuseeland             | – | Kanada                 | 3:0 |
| Neuseeland             | – | Vereinigte Staaten     | 3:0 |
| F. A. R.               | – | Neuseeland             | 2:1 |
| F. A. R.               | – | Vereinigtes Königreich | 2:1 |
| F. A. R.               | – | Australien             | 2:1 |
| F. A. R.               | – | Schweden               | 2:1 |
| F. A. R.               | – | Kanada                 | 3:0 |
| F. A. R.               | – | Vereinigte Staaten     | 3:0 |
| Vereinigtes Königreich | – | Australien             | 3:0 |
| Vereinigtes Königreich | – | Schweden               | 2:1 |

| Vereinigtes Königreich | – | Kanada             | 3:0 |
| Vereinigtes Königreich | – | Vereinigte Staaten | 3:0 |
| Australien             | – | Schweden           | 2:1 |
| Australien             | – | Kanada             | 2:1 |
| Australien             | – | Vereinigte Staaten | 3:0 |
| Schweden               | – | Kanada             | 2:1 |
| Schweden               | – | Vereinigte Staaten | 2:1 |
| Kanada                 | – | Vereinigte Staaten | 3:0 |

## Abschlussplatzierungen
| Rang | Mannschaft             |
| 01.  | Pakistan               |
| 02.  | Neuseeland             |
| 03.  | Ägypten                |
| 04.  | Vereinigtes Königreich |
| 05.  | Australien             |
| 06.  | Schweden               |
| 07.  | Kanada                 |
| 08.  | Vereinigte Staaten     |